# Villa Schiatti Giglioli
Villa Schiatti, citata anche come Villa Schiatti Giglioli e, più recentemente, Villa Giglioli in seguito alle famiglie che ne assunsero in seguito la proprietà, è un edificio storico situato a Ficarolo, in provincia di Rovigo, sede della Biblioteca Comunale del centro altopolesano. La villa e il parco circostante ospitano un fitto calendario di eventi nel corso di ogni anno. 
Costruita nella seconda metà del XVI secolo, risente dell'influenza dell'architettura militare emiliana.

## Storia
La costruzione dell'edificio si deve per l'iniziativa della famiglia ferrarese degli Arienti nella seconda parte del XVI secolo, tuttavia dopo un breve periodo la proprietà passò alla famiglia Schiatti.
Nella seconda metà del XVII secolo l'edificio venne ceduto alla famiglia Saracco, di origini pavesi, che ne rimase proprietaria fino al 1897, anno in cui ne prese possesso la famiglia Giglioli.
Pochi anni più tardi la villa e tutto il parco che la circonda vennero ceduti definitivamente all'amministrazione comunale di Ficarolo che ne divenne proprietaria dal 1921 e vi insediò la sede del Municipio per circa ottant'anni fino ai primi anni duemila.